# Giulio Viotti
Giulio Viotti (Casale, 1845 – Torí, 1877) fou un pintor italià.
Va obtenir un premi a Viena el 1873. S'hi nota en llurs obres la influència de Marià Fortuny entre elles Idil·li a Tebes; Flors i trebols; Culpa i remordiment; Déu i la criatura; Els esposos; Leda, etc.,.
La primera es conserva en el Museu Rivoltella, a Trieste.